# Пундже, Максим
Макси́м Пундже́ (фр. Maxime Poundjé; родился 16 августа 1992 года, Бордо, Франция) — французский футболист, защитник.

## Карьера

### Клубная
Максим Пундже начал заниматься футболом в 8-летнем возрасте. Тренировался в 2 клубах своего родного города, пока в 2003 году не оказался в системе подготовки «Бордо». Летом 2011 года был отдан в аренду клубу «Ним Олимпик», выступавшему в Лиге Насьональ Дебютировал в «Ниме» 12 августа 2011 года в матче против «Фрежюс-Сен-Рафаэля»
.
Всего защитник сыграл за клуб 31 матч (с учётом кубковых) и по окончании сезона вернулся в «Бордо».
Впервые сыграл в Лиге 1 11 августа 2012 года в матче с «Эвианом», заменив на поле Анри Севе на 78-й минуте встречи
.
6 декабря 2012 года провёл первый матч в Лиге Европы (против английского «Ньюкасла»).

### В сборной
С 2009 по 2010 год защитник выступал за юношескую сборную Франции для игроков до 18 лет. Дебютировал в команде 22 августа 2010 года в матче со сверстниками из Мексики на товарищеском турнире в японской Сидзуоке.
Всего провёл за команду 5 матчей.
20 апреля 2011 года в товарищеском матче с испанцами Максим Пундже впервые сыграл за юношескую сборную следующей возрастной категории.
В рамках отборочного турнира к юношескому чемпионату Европы 2012 защитник сыграл 2 матча (против команд Беларуси и Греции).

## Достижения
- Обладатель Кубка Франции: 2012/13

## Статистика
| Клуб                   | Сезон   | Национальный чемпионат | Национальный чемпионат | Национальный чемпионат | Национальные кубки | Национальные кубки | Континентальные кубки | Континентальные кубки | Всего | Всего |
| Клуб                   | Сезон   | Лига                   | Игры                   | Голы                   | Игры               | Голы               | Игры                  | Голы                  | Игры  | Голы  |
| ---------------------- | ------- | ---------------------- | ---------------------- | ---------------------- | ------------------ | ------------------ | --------------------- | --------------------- | ----- | ----- |
| Ним Олимпик            | 2011/12 | Насьональ              | 29                     | 0                      |                    | 0                  | 0                     | 0                     | 29    | 0     |
| Всего за «Ним Олимпик» |         |                        | 29                     | 0                      | 2                  | 0                  | 0                     | 0                     | 31    | 0     |
| Бордо                  | 2012/13 | Лига 1                 | 2                      | 0                      | 1                  | 0                  | 2                     | 0                     | 5     | 0     |
| Всего за «Бордо»       |         |                        | 2                      | 0                      | 1                  | 0                  | 2                     | 0                     | 5     | 0     |
| Всего                  |         |                        | 31                     | 0                      | 3                  | 0                  | 2                     | 0                     | 36    | 0     |